# Viljormur Davidsen
Viljormur Davidsen (Runavík, 19 de julio de 1991) es un futbolista feroés que juega en la demarcación de defensa para el HB Tórshavn de la Primera División de las Islas Feroe.

## Selección nacional
Tras jugar con la selección de fútbol sub-17 de Islas Feroe, la sub-19 y la sub-21, finalmente hizo su debut con la selección absoluta el 21 de febrero de 2013 en un partido de amistoso contra Tailandia que finalizó con un resultado de 2-0 a favor del combinado tailandés tras los goles de Narubadin Weerawatnodom y Pakorn Parmpak.

### Goles internacionales
| # | Fecha                    | Estadio                                                | Oponente            | Gol | Resultado | Competición                         |
| - | ------------------------ | ------------------------------------------------------ | ------------------- | --- | --------- | ----------------------------------- |
| 1 | 26 de marzo de 2019      | Estadio Dr. Constantin Rădulescu, Cluj-Napoca, Rumania | Rumania             | 3-1 | 4-1       | Clasificación para la Eurocopa 2020 |
| 2 | 7 de junio de 2021       | Tórsvøllur, Tórshavn, Islas Feroe                      | Liechtenstein       | 5-1 | 5-1       | Amistoso                            |
| 3 | 11 de junio de 2022      | Tórsvøllur, Tórshavn, Islas Feroe                      | Lituania            | 1-1 | 2-1       | Liga de Naciones de la UEFA 2022-23 |
| 4 | 25 de septiembre de 2022 | Tórsvøllur, Tórshavn, Islas Feroe                      | Turquía             | 1-0 | 2-1       | Liga de Naciones de la UEFA 2022-23 |
| 5 | 7 de septiembre de 2024  | Tórsvøllur, Tórshavn, Islas Feroe                      | Macedonia del Norte | 1-0 | 1-1       | Liga de Naciones de la UEFA 2024-25 |
| 6 | 14 de noviembre de 2024  | Estadio Republicano Vazgen Sargsyan, Ereván, Armenia   | Armenia             | 0-1 | 0-1       | Liga de Naciones de la UEFA 2024-25 |

## Clubes
| Club            | País        | Año       | Partidos | Goles |
| --------------- | ----------- | --------- | -------- | ----- |
| FC Fyn          | Dinamarca   | 2010-2012 | 19       | 0     |
| NSÍ Runavík     | Islas Feroe | 2012      | 3        | 0     |
| FK Jerv         | Noruega     | 2012      | 8        | 0     |
| FC Fredericia   | Dinamarca   | 2013      | 7        | 0     |
| Vejle Boldklub  | Dinamarca   | 2013-2022 | 207      | 6     |
| Helsingborgs IF | Suecia      | 2022      | 28       | 0     |
| HB Tórshavn     | Islas Feroe | 2023-     | 75       | 1     |

## Palmarés

### Campeonatos nacionales
| Título                        | Club           | País      | Año  |
| ----------------------------- | -------------- | --------- | ---- |
| Segunda División de Dinamarca | FC Fyn         | Dinamarca | 2012 |
| Primera División de Dinamarca | Vejle Boldklub | Dinamarca | 2018 |